# Cuiseaux
Cuiseaux – miejscowość i gmina we Francji, w regionie Burgundia-Franche-Comté, w departamencie Saona i Loara.
Według danych na rok 1990 gminę zamieszkiwało 1779 osób, a gęstość zaludnienia wynosiła 84 osoby/km² (wśród 2044 gmin Burgundii Cuiseaux plasuje się na 116. miejscu pod względem liczby ludności, natomiast pod względem powierzchni na miejscu 406.).